# Manoir de la Hamonnière
Le manoir de la Hamonnière est un manoir situé à Champigné, en France.

## Localisation
Le manoir est situé dans le département français de Maine-et-Loire, sur la commune de Champigné.

## Historique
Le manoir de La Hamonnière est situé à proximité du bourg de Champigné qui a été un prieuré de l'abbaye Saint-Aubin d'Angers.

## Protection
L'édifice est classé au titre des monuments historiques en 1949.